# Chrám Panny Marie Koptské
Chrám Panny Marie Koptské (Église Notre-Dame-des-Coptes) je ortodoxní farní kostel ve 20. obvodu v Paříži, v ulici Rue de l'Est. Chrám slouží koptské pravoslavné církvi.
Kostel byl v roce 2012 zřízen v budově, která a předtím sloužila firmě Électricité de France, resp. Compagnie parisienne de distribution d'électricité. V kostele se též nachází kulturní centrum koptské pravoslavné církve (Centre culturel Orthodoxe Copte).